# Mareuil-sur-Cher
Mareuil-sur-Cher ist eine französische Gemeinde mit 1.155 Einwohnern (Stand: 1. Januar 2022) im Département Loir-et-Cher in der Region Centre-Val de Loire. Sie gehört zum Arrondissement Romorantin-Lanthenay und zum Kanton Saint-Aignan.

## Geographie
Mareuil-sur-Cher liegt etwa 32 Kilometer südlich von Blois am Fluss Cher, der die Gemeinde im Westen und Nordwesten begrenzt. Umgeben wird Mareuil-sur-Cher von den Nachbargemeinden Thésée im Norden, Saint-Romain-sur-Cher im Osten und Nordosten, Noyers-sur-Cher im Osten, Saint-Aignan im Süden und Südosten, Orbigny im Südwesten, Céré-la-Ronde im Westen und Südwesten sowie Pouillé im Nordwesten.
Durch den Norden der Gemeinde führt die Autoroute A85.

## Bevölkerungsentwicklung
| Jahr                       | 1962 | 1968 | 1975 | 1982 | 1990 | 1999 | 2006 | 2018 |
| Einwohner                  | 1050 | 1033 | 1101 | 963  | 977  | 957  | 1058 | 1153 |
| Quellen: Cassini und INSEE |      |      |      |      |      |      |      |      |

## Sehenswürdigkeiten
- Kirche Saint-Martin aus dem 11./12. Jahrhundert
- Kapelle von Linière
- Schloss aus dem 15. Jahrhundert